# A Christmas Carol (1910)
A Christmas Carol é um filme mudo norte-americano dirigido por J. Searle Dawley e lançado em 1910.